# Ambrose E. Burnside
Ambrose Everett Burnside (23 de maig de 1824 - 13 de setembre de 1881), fou un soldat estatunidenc, executiu de ferrocarrils, inventor, industrial i polític de Rhode Island, i serví també com a governador i senador. En l'exèrcit de la Unió, conduí victorioses campanyes a Carolina del Nord i Tennessee, però fou derrotat en la desastroses batalles de Fredericksburg i Carter. El seu particular estil de cabell facial és conegut en anglès com sideburn (en català, patilla) i deriva del seu segon cognom.